# Арсений (Лазаров)
Митрополи́т Арсе́ний (в миру Атанас Димитров Лазаров; 18 ноября 1986, Стара-Загора) — епископ Болгарской Православной Церкви, митрополит Сливенский.

## Биография
Основное образование получил в селе Осетеново в общине Павел-Баня.
В 2006 году с отличием завершил полный пятигодичный курс в Софийской духовной семинарии, после чего был принят на Богословский факультет Софийского университета. Продолжил образование по специальности «богословие» в Пловдивском университете Паисия Хиландарского, который окончил с отличием в 2009 году.
11 августа 2007 года в Кукленском Космодамиановском монастыре митрополитом Пловдивским Николаем (Севастияновым) был пострижен в монашество с именем Арсений.
В 2008 году принял рукоположение во иеродиакона, 20 апреля того же года в кафедральном храме Пресвятой Богородицы в Старом Пловдиве рукоположён в сан иеромонаха, после чего служил приходским священником в сёлах Борец и Говедаре Пловдивского благочиния.
6 декабря 2009 года в Пловдивском кафедральном Успенском соборе был возведен в сан архимандрита митрополитом Пловдивским Николаем.
С 2009 года также являлся директором и руководителем первого болгарского православного телеканала — ППТВ.
В 2010 году был назначен духовным надзирателем (духовен надзорник) Пловдивской епархии, а в 2012 году — настоятелем митрополичьего храма святой Марины в Пловдиве.
2 июля 2014 года был избран и наречён титулярным епископом Знепольским с назначением быть викарием Пловдивской епархии.
6 июля того же года в Пловдивском Марининском храме состоялась его епископская хиротония, которую совершили: митрополит Сливенский Иоанникий (Неделчев), митрополит Видинский Дометиан (Топузлиев), митрополит Великотырновский Григорий (Стефанов), митрополит Плевенский Игнатий (Димов) и митрополит Пловдивский Николай (Севастиянов).
Рукоположение клирика в таком возрасте вызвало нарекания среди верующих, поскольку согласно уставу Болгарской православной церкви кандидат в епископский сан должен быть не моложе 35 лет.
26 мая 2024 года Священным синодом БПЦ избран митрополитом Сливенским.